# كريس كينغ (لاعب كرة قدم بريطاني)
كريس كينغ (بالإنجليزية: Chris King)‏ (14 نوفمبر 1980 في المملكة المتحدة - ) هو لاعب كرة قدم بريطاني في مركز الدفاع. لعب مع ذا نيو سينتس ونادي أكرينغتون ستانلي ونادي ساوثبورت وColwyn Bay F.C. ‏ وConwy Borough F.C. ‏ وHarrow Borough F.C. ‏.

## وصلات خارجية
- كريس كينغ على موقع قاعدة بيانات كرة القدم.إي يو (الإنجليزية)
- كريس كينغ على موقع Soccerbase.com (لاعب) (الإنجليزية)